# Festuca brigantina
Festuca brigantina är en gräsart som först beskrevs av Markgr.-dann., och fick sitt nu gällande namn av Markgr.-dann. Festuca brigantina ingår i släktet svinglar, och familjen gräs. IUCN kategoriserar arten globalt som sårbar. Inga underarter finns listade i Catalogue of Life.